# Dyamapur, Kalghatgi
Dyamapur là một làng thuộc tehsil Kalghatgi, huyện Dharwad, bang Karnataka, Ấn Độ.